# TravelPod
TravelPod é um site de serviços online que permite a seus usuários criarem blogs de viagens. De acordo com o site, foi o primeiro website a oferecer esse tipo de serviço quando foi fundado por Luc Levesque em 1997, sendo pioneiro no conceito de blog de viagens, que também é conhecido por "travelogue" (em inglês) ou "jornal de viagem". TravelPod têm sido parte do grupo Expedia desde 2006.
Em 2005, o TravelPod permitiu que seus usuários colocassem fotos pelos celulares. TravelPod permitiu que os usuários notificassem as famílias, amigos e outros usuários sempre que eles entrassem em seus blogs. TravelPod também permite a seus usuários a possibilidade de colocar uma senha para maior segurança dentro do website.
TravelPod também criou um jogo chamado de Traveller IQ, onde os jogadores devem ser rápido e precisos para identificar lugares e cidades no mapa. (veja Traveller IQ Challenge)
A associação alcançou 20.000 membros em Novembro de 2005. TravelPod têm recebido boas críticas da imprensa veículadas nos seguintes meios: The Wall Street Journal, The New York Times, National Geographic Magazine e PC Magazine.

## Ligações Externas
- Site Oficial